# Ecology (журнал)
Ecology — науковий журнал, що публікує дослідні і аналітичні статті з усіх галузей екології. Засновано в 1920 р., публікується Екологічним товариством Америки (Ecological Society of America). За висновками Journal Citation Reports, в 2012 р. Ecology зайняв 15-те місце серед 136 журналів у категорії «екологія» (Імпакт-фактор) = 5,175).

## Ресурси Інтернету
- Офіційний вебсайт [Архівовано 18 жовтня 2020 у Wayback Machine.]
- Back issues of Ecology

## Виноски
1. 1 2  The ISSN portal — Paris: ISSN International Centre, 2005. — ISSN 0012-9658
2. ↑  Ecology Mission & Scope. Ecological Society of America. Архів оригіналу за 18 жовтня 2020. Процитовано 12 листопада 2008.
3. ↑  Journals Ranked by Impact: Ecology. 2012 Journal Citation Reports (вид. Science). Thomson Reuters. 2013. {{cite book}}: |access-date= вимагає |url= (довідка); Проігноровано |work= (довідка)Обслуговування CS1: Сторінки зі значенням параметра postscript, що збігається зі стандартним значенням в обраному режимі (посилання)